# 拉斯穆森报导
拉斯穆森报导（英語：Rasmussen Reports）是一个成立于2003年的美国民意调查公司。其致力于收集和发布公众民意调查信息。“拉斯穆森报导”在国家以及联邦州的层面上，暗中跟踪调查选举、政治、时事、消费者信心指数、商业话题以及总统的工作支持率。

## 历史
斯科特·拉斯穆森于2003成立了“拉斯穆森报导”，他从成立之初开始一直担任公司董事长，直到2013年7月离开创立数字媒体公司Styrk。
拉斯穆森在1994年成立了他的第一个民意调查公司---“拉斯穆森研究”，这个公司于1999年被TownPagesNet公司以450万普通股收购。于1999年开始的拉斯穆森民意调查被称为美国写照。 2003年，拉斯穆森在新泽西州的阿斯伯里帕克成立“拉斯穆森报导”。2009年8月，据华盛顿邮报报道“拉斯穆森报导”收到了“巨大的发展资金投资”。新泽西州商业杂志也报道公司当年扩大了它的员工规模。

## 商业模式
拉斯穆森报导致力于收集、公开、发布民意调查信息、追踪政治圈、时事、消费者信心指数、商业话题和总统工作支持率。 拉斯穆森报导也暗中进行国家民意调查和定期联邦州调查。公司也通过邮件简报提供评论和政治分析。2012年9月，拉斯穆森报导和电信公司成立了一个全国的电视节目，名为“美国如何看待斯科特拉斯穆森”。
拉斯穆森报导利用自动化的民意调查方式包括预录电话查询来收集信息。尽管一些传统的民意调查专家对这类方式持怀疑态度而更喜欢传统的人工协助的调查方式，但大家认为这类方式成本较低。拉斯穆森的自动化电话调查由脉冲民意研究公司执行，该公司许可了由斯科特·拉斯穆森发明的这种方法。
拉斯穆森报导通过广告和订阅获得收益。

## 政治话题

### 政治观点

#### 总统支持率追踪调查
拉斯穆森报导进行了一项每日总统支持情况民意调查，衡量总统工作支持率。拉斯穆森报导提到：“需要记住的重要一点是，拉斯穆森报导的工作支持率的调查样本是由可能的投票者组成的。”一些其他公司的支持率调查是基于所有成年人。基于所有成年人的奥巴马的支持率调查结果几乎总是比基于可能的投票者的调查结果高几个百分点。那是因为一些总统最狂热的支持者比如年轻人并不太会参加正式投票。《新闻周刊》也表示对所有成年人的民意调查结果比对可能的投票者的调查结果更令民主党满意。自从2013年6月斯科特拉斯穆森从公司离职后，拉斯穆森报导一直是总统奥巴马支持率调查中最受欢迎的民意调查公司。民意调查员网Pollster.com的Mark Blumenthal提到：“尽管拉斯穆森报导的奥巴马工作支持率比大多数其他调查结果要低，但并不是最低的。”
2009年3月，拉斯穆森报导的一个民意调查第一个显示出总统奥巴马支持率在下降。斯科特·拉斯穆森和克林顿总统的民意调查员道格拉斯·舍恩一起在《华尔街日报》上写到：“民意调查数据显示奥巴马总统的支持率在下跌，比乔治·W·布什总统2001年同期的支持率还要低。拉斯穆森报导通过从强烈支持者人数中减去强烈反对的人数来计算支持率，其结果显示奥巴马总统的网络支持率只有6%，是他迄今为止最低的支持率。”

#### 一般的国会投票
每周，拉斯穆森报导都要更新一个一般的国会投票民意调查。这项调查追踪如果当天举行选举的话各地区国会竞选的可能投票者对共和党的支持率和对民主党的支持率。2009年，拉斯穆森报导有了第一个显示为2010年中期选举的一般国会投票中民主党落后的民意调查结果。

#### 道路正确与否
拉斯穆森报导每周进行一次追踪调查，询问投票者们认为国家是在向正确的方向前行还是走在了错误的道路上。

#### 医疗改革
从2009年开始，每周拉斯穆森报导追踪调查民众对于医疗改革立法的态度。从2010年3月患者保护与平价医疗法案正式通过开始，拉斯穆森报导调查废止这项法案的支持率持续达两位数。在2010年3月至2012年6月期间的100项调查中，支持废止法案的可能的投票者平均达16%。

#### 政治派/主流指数
拉斯穆森报导追踪调查它称之为“主流投票者”和“政治派”之间的差距。据《华尔街日报》报道：“为了确定人们属于哪个类别，他（拉斯穆森）询问三个问题：你更信任谁的判断，美国大众还是美国政治领导人的？联邦政府是否变成了它自己独有的利益集团？政府和商业大亨是否常一起危害消费者和投资者的利益？那些有两个或三个问题都站在政府一边的人就被归为政治派。”

#### 其他
这家公司也提供公众关于其他问题的意见更新，包括全球变暖，能源问题，住房问题，反恐战争，美国、国会和最高法院的处境，议题的重要性，党派信任和趋势。2007年，乔治·W·布什总统的白宫新闻秘书托尼·斯诺反对拉斯穆森报导的一个报导，这个报导显示只有19%的美国人认为2007伊拉克战争增兵是成功的。
大卫·威格尔写到：“拉斯穆森报导真正出众之处以及常被保守党引用的原因在于它对议题的民意调查。在刺激争论开始之前，拉斯穆森报导询问投票者他们更喜欢完全是减税还是消费的刺激计划。每次结果都是减税投票率更高，当民主党提议只减税的刺激计划时，他们便会开始引用这个结果。”
2012年5月，一个拉斯穆森报导的民意调查发现“大多数的全国的投票者支持使大麻合法化，并用目前管理烟酒的方式管理大麻。”接受调查的人中，56%对此表示支持，36%的人反对将这个毒品以此方式合法化管理。
2012年6月，一个拉斯穆森报导的民意调查发现超过三分之二的美国人会攻击国会的每个成员。2013年1月，一个调查发现茶党运动的支持率很低。受调查人中，30%的人支持茶党，49%的人反对，只有8%确定是这个组织中的一员。

### 选举

#### 总统选举

##### 2000年
在2000年的总统选举中，斯科特拉斯穆森发起以“美国面貌”为名的民意调查，是拉斯穆森报导的前身。与当时大多数其他国家民意调查平均1.1%的误差幅度相比，“美国面貌”对2000年的总统选举的预测有4.5%的偏差。

##### 2004年
2004年的总统选举中，据《板岩杂志》报导“拉斯穆森在各州的调查结果准确度常常领先于其他对手很大差距”，拉斯穆森的调查结果与最终2004年乔治·W·布什和约翰·克里实际赢得的投票率差别都在1%以内。
2004年，《板岩杂志》曾表示“公开质疑和私下嘲笑拉斯穆森”的调查方法，但是在选举结果出来后，他们承认拉斯穆森的调查是最准确的。

##### 2008年
《政客》表示：“拉斯穆森对2008年选举的最后调查（该结果显示奥巴马以52%的支持率击败只有46%支持率的亚利桑那州参议员約翰·麥凱恩）近乎与最终选举的结果一致。”根据2008年的总统选举《Talking Points Memo》上的一篇文章写道：“拉斯穆森的最终调查显示奥巴马以52%-46%的支持率领先，这几乎与最终结果奥巴马53%-46%的支持率一致，使之成为最准确的调查机构之一。” 2009年Costas Panagopoulos根据调查研究机构最后的国家预选民意调查结果与奥巴马7.2%的领先支持率的差距，对23个调查研究机构进行排位，结果显示拉斯穆森报导的准确性并列第九。Democracy Corps、福克斯新闻/意见动态、CNN/意见调查以及Ipsos/McClatchy的预测准确性都在7%以内。
拉斯穆森报导的调查正确预测了46个州的选举赢家。对佛罗里达州，印第安纳州和北卡罗来纳州的最终调查结果都显示麦凯恩领先，但是奥巴马赢得了这三个州的支持。拉斯穆森报导2008年11月2日的调查结果还显示俄亥俄州两人的支持率持平，但奥巴马最终在这个州以4%个百分点领先。

##### 2012年
拉斯穆森报导对2012年总统选举团的投票结果预测显示奥巴马获得237个安全的选举人投票，罗姆尼获得206个安全的选举人投票，另外8个州的95名选举人投票结果胜负难料。
拉斯穆森报导每日追踪民意调查最终结果显示罗姆尼有49%的支持率，奥巴马总统有48%的支持率。最终奥巴马以领先接近4个百分点赢得了选举。
拉斯穆森报导的选举前最后调查显示奥巴马在内华达州和新罕布什尔州领先罗姆尼、在俄亥俄州和威斯康星州与之持平，在其他五个摇摆的州包括北卡罗来纳州落后于罗姆尼。奥巴马最终在俄亥俄州，威斯康星州，科罗拉多州，佛罗里达州，爱荷华州和弗吉尼亚州中均获胜，而罗姆尼在北卡罗来纳州确实领先。
福坦莫大学Costas Panagopoulos博士的一项研究将选举前民意调查与选举日的结果进行了比较，在28个调查机构中拉斯穆森报导的准确性排名第24，排在蓋洛普前面。
在FiveThirtyEight上納特·西爾弗的一个分析根据2012年的选举结果将拉斯穆森报导排在23个调查机构中的第20位，这些机构调查结果的平均偏差为4.2个百分点。
本次选举结束后，《洛杉磯時報》的詹姆斯·雷尼写道：“在选举接近尾声的日子里，一些保守的媒体机构使用拉斯穆森报导的调查结果营造出罗姆尼胜利在望，有赢得白宫的势头。”
11月7日，斯科特拉斯穆森告诉《板岩杂志》的David Weigel：“总的来说，这个反映非常好。我注意到的两个不同之一是白人的投票份额实际上未占到72%。这是奥巴马竞选团队一直以来提到的。而我们结果显示白人的投票份额超过了73%。另外一个不同是年轻人所占比例比预期高，年长人比预期低。考虑到不同年代人之间代沟很大，这是一个很值得注意的问题。我认为这清楚地说明奥巴马团队有一个很好的竞选计划来确定人们的投票意愿并使之去投票所做出投票。”
11月8日，拉斯穆森报导的每日总统竞选追踪民意调查分析提到：“2012年的竞选很可能是电话调查时代的最后一次总统竞选。尽管这种调查方法已经能很好地预测结果，但在2016年之前需要开发出全新的技术。中心问题是电话调查已经实行了几十年，因为人们习惯用电话交流。而在21世纪，人们的交流工具已然发生了改变。

#### 国会和州长选举
在2009年新泽西州长竞选中，拉斯穆森报导的最后调查预测克里斯·克里斯帝会以3个百分点的优势击败喬恩·科爾津。最终科爾津以4.3个百分点赢得竞选。
2009年12月，Alan Abramowitz提到如果拉斯穆森的数据是准确的，在2010年的中期选举中共和党会赢得62个众议院席位。2010年中期选举的前一周拉斯穆森在一个专栏中表达了自己的观点，他认为共和党至少会赢得55个众议院席位和48或49个参议院席位。共和党人最终赢得了63个众议院席位和47个参议院席位。
2010年，拉斯穆森报导是第一个表示共和党人斯科特·布朗有机会在马萨诸塞州参议员竞选中击败Martha Coakley。当布朗逆转赢得竞选时，Ben Smith在《政客》中报导说：“在一月初拉斯穆森公布精确到个位数的调查结果之前，两个政党的传统观念都以为Martha Coakley已经锁定胜局。（很难想起有哪次调查能够如此巨大地改变竞选人的心情。）”发布在媒体中的波斯顿大学和皮尤研究中心项目关于马萨诸塞州参议员竞选的一项研究总结道：“拉斯穆森报导的调查显示处于劣势的共和党人Scott Brown已将与Martha Coakley的差距缩小为个位数（九个百分点）。那次调查也许比其他任何事都更能预示一场可能的逆转正在酝酿，对媒体界和政坛都造成了冲击。《纽约时报杂志》3月14日的封面故事用包括了奥巴马总统的幕僚长拉姆·伊曼纽尔的白宫内部会议强调了那次调查的影响。尽管拉斯穆森的调查结果都显示是Coakley领先，包括最后一次调查Coakley都领先两个百分点。
根据納特·西爾弗对2010年调查机构准确性的评估，参议院和州长竞选中拉斯穆森发布了105项调查结果，脉冲舆论研究最终以5.8分落后。

### 商业
在商业领域，拉斯穆森报导自2002年起就根据每日追踪发布消费者和投资者信心指数。报告的大趋势与会议委员会和密歇根大学的结果相近，但是拉斯穆森是唯一一个每日更新消费者信心指数的机构。它还发布每月拉斯穆森就业指数，美国消费者支出指数，小企业观察和财务安全指数。

## 用途
拉斯穆森报导的调查常被各种新闻媒体引用，拉斯穆森在很多新闻广播节目包括福斯新聞頻道、英国广播公司、CNN、NPR、CNBC和地方电视台分支机构中都被邀请作为客座分析员。
据《纽约时报杂志》报道，白宫政治部主任曾将拉斯穆森的调查结果直接上报给奥巴马总统的幕僚长拉姆·伊曼纽尔。 《华盛顿邮报》报导说“据在白宫内讨论私人审议的一名不愿被透露姓名的政府高级官员表示，拉斯穆森的调查已在总统办公室拉响了警钟。”

## 对准确性和表现的评价

### 赞扬
Pat Caddell和Doug Schoen都曾说拉斯穆森报导有“难以挑战的准确性和全面性。” 《板岩杂志》和《华尔街日报》称拉斯穆森报导是2004年美国总统选举和2006年美国一般选举最准确的调查公司之一。 2004年《板岩杂志》曾“公开怀疑并私下嘲笑”拉斯穆森在选举调查中使用电话录音的方法。然而，选举结果出来后，他们总结拉斯穆森的调查结果在2004年总统选举中是最准确的之一。 据《政客》称，拉斯穆森2008年总统选举民意调查“近乎与选举结果一模一样”。
2008年总统选举的最后阶段，有八个国家追踪调查和许多其他调查机构都在进行常规调查。调查分析者納特·西爾弗回顾了这些追踪调查，认为尽管没有哪一个是完美的，但是拉斯穆森报导被“普遍认为有共和党倾向”，“白宫效应”在他们的追踪调查中很小，并表示“因为它的大样本量和高调查等级，拉斯穆森报导可能是我在荒岛希望拥有的同伴”。
在2010年1月马萨诸塞州的参议院席位的特别选举中，拉斯穆森报导是第一个发现共和党斯科特·布朗有机会逆转击败Martha Coakley的调查机构。在Brown逆袭胜利后，《政客》的Ben Smith报导说：“两个政党的传统观念都以为Martha Coakley已经锁定胜局。（很难想起有哪次调查能够如此巨大地改变竞选人的心情。）”几日后，《公共政治调查》发布了第一份显示Brown领先的调查结果，与拉斯穆森的调查相差10个百分点。拉斯穆森关于这次竞选的最后一次调查仍然显示Coakley以两个百分点领先，而实际上最终她以五个百分点落后而失败，拉斯穆森的结果与之相差七个百分点。
新闻记者Mickey Kaus曾说：“如果你有机会在拉斯穆森和比如权威的《纽约时报》之间做出选择，那么选择拉斯穆森吧。”

### 批评

#### 納特·西爾弗
2010年，《纽约时报》的納特·西爾弗在他博客“五/三十/八”中发表了一篇名为“拉斯穆森报导存在偏向吗？”的文章，文中他尽力反驳了指责拉斯穆森报导有偏向的说法。然而，后来在那一年，拉斯穆森的民意调查结果与主流民意调查机构相差很大，西爾弗称之为一次“白宫效应”。他继续探究其他可能解释这种效应的因素如使用一个的投票模型，声称拉斯穆森用的调查方法的调查对象排除了大多数人。西爾弗还批评拉斯穆森报导只在选举几个月前进行民意调查，使之避免了在选举前不久进行调查，而这种调查会被评估准确性。他写道他“在思考在他的民意调查机构评分模型中使用合适的方法惩罚像拉斯穆森报导这样不在选举前最后几日内进行调查的民意调查机构”。2012年6月，西爾弗写道：“过去的调查结果曾有共和党倾向的拉斯穆森报导今年又出现了同样情况。然而，这种倾向并不十分明显——共和党领先1.3个百分点。”西爾弗将拉斯穆森报导排在他分析的12家民意调查公司最不受“白宫效应”的第三位。
2010年的中期选举后，西爾弗总结道拉斯穆森的民意调查是2010年主要的调查机构中最不准确的，根据西爾弗的模型计算其平均误差达到5.8的百分点，共和党偏向的偏倚达3.9个百分点。他以夏威夷参议院选举为例，拉斯穆森报导在这次选举前三周完成的一次民意调查结果显示现任丹尼爾·井上只领先13个百分点，而实际上他最终以53%的差距获胜，与拉斯穆森报导的结果相差40%，是“‘五/三十/八’数据库从1998年开始记录的所有一般选举的民意调查中误差最大的一次”。 西爾弗的2010年民意调查机构排名也受到了批评。保守的民意调查分析员Neil Stevens写道：“西爾弗以拉斯穆森通过不调查初选而逃避了许多竞选为由瞄准了拉斯穆森报导进行批评。然而根据Silver自己的数据，拉斯穆森调查数量是第二名公司的两倍，而它仍是西爾弗的主要攻击对象。西爾弗甚至不能为憎恨拉斯穆森报导找到一致的理由。”民意调查机构网站的设立人Mark Blumenthal认为Silver的方法会基于调查机构在民意调查全国委员会的会员身份和美国民意研究透明度倡议协会的认可对其进行加分，最后“似乎与‘pollster ratings’这类早已能对私人民意调查机构的名气和营生产生影响的排名大不相同，这是一个问题。”Blumenthal强调：“我的底线：这类民意调查机构评分和排名是有趣的，但是在从‘不好’的里面评出‘好’的机构方面，这些方法的作用有限。”
Electoral-Vote网站提供“免费的拉斯穆森图解”，附有以“拉斯穆森报导的注解：拉斯穆森及其倾向”为题的说明，这主要是以納特·西爾弗对拉斯穆森的批判为基础。

#### 其他
《时代》杂志将拉斯穆森报导描述为一个“有保守倾向的民意调查组织”。《华盛顿邮报》则称之为一个“极化的民意调查机构”。John Zogby认为斯科特拉斯穆森有一群“保守的支持者”。
美国公共诚信中心将“斯科特拉斯穆森公司”列为2004年乔治·W·布什竞选总统有偿雇佣的咨询机构。《华盛顿邮报》报导2004年布什再次竞选时在拉斯穆森报导的网站上利用一个专题让人们自己编写民意调查内容，对此拉斯穆森表示他既没有编写其中任何一个问题，也没有协助过共和党。
拉斯穆森曾因其调查内容的措辞受到批评。一个民意调查中的问题用不同的措辞表达将有可能得到不同的结果；问卷评论员宣称为了得到一个特定的反馈，拉斯穆森在调查中所用问题是存在偏倚的。比如，当拉斯穆森报导调查共和党的投票者是否认为拉什林博是他们党的领导时，他们这样提问：“同意或者不同意：‘拉什林博是共和党的领导’----他引导投票者跳起来，投票者只能问跳多高。”
“Talking Points Memo”（TPM）曾质疑拉斯穆森调查总统工作支持率所用方法，因为其只考虑了那些“强烈”支持或者不支持总统工作的人们。TPM指出了这个固有的偏倚，并报导多方民意调查专家均对此表示反对。
一篇《纽约时报》的文章批评拉斯穆森报导的调查“所用的抽样方法和加权方法都是存在疑问的”。